# Centre de vinification de Mont-Aigu
Le centre de vinification de Mont-Aigu de la compagnie Moët et Chandon, se trouve dans la commune de Oiry, dans la Marne. Construite entre 2011 et 2018, cet ensemble architectural est l'œuvre des architectes français Giovanni Pace et Aurore Priolet.

## Contexte historique
En 2010, Moët & Chandon décide de construire un nouveau site pour augmenter ses capacités de production et de stockage, en complément de ses caves historiques d’Épernay. Ce site se situe à 8 km d’Épernay, au cœur des vignes de la Côte des Blancs (inscrite au patrimoine de l’Unesco depuis 2015). En 2011, l’architecte rémois Giovanni Pace est sélectionné pour concevoir ce projet ambitieux, pensé dès le départ comme un outil de production innovant, intégrant des technologies de vinification de pointe et un engagement exemplaire en matière de développement durable. La compagnie a confié à l'architecte un projet évolutif pour répondre aux besoins du groupe. Depuis 2011, six bâtiments ont été construits en plusieurs phases, dont la première grande cuverie inaugurée en 2012 et une seconde livrée en 2015. D’autres constructions, de moindre importance, ont été livrées jusqu’en 2018.
Pace a reçu le prix Grand Public Archicontemporaine en 2014 pour ses premières réalisations du site Mont-Aigu et continue de collaborer avec l'entreprise pour de nouveaux projets. En 2023, le centre vinification de Mont-Aigu reçoit le label « Architecture contemporaine remarquable » (ACR) et rejoint la collection des édifices labellisés de la région du Grand Est.  

## Description de l’architecture
Le site de Mont-Aigu s'étend sur environ 40 000 m², situé le long de la route nationale, en face des coteaux, et visible depuis le château de Saran et la loge Mont-Aigu. Il est aménagé sur un vaste terrain végétalisé, et comprend de nombreuses installations comme les cuveries, les bureaux, les espaces techniques et différents ateliers. Les deux cuveries imposantes marquent l’entrée du site. Celle au sud, datant de 2012 et celle au nord, plus grande, datant de 2015. Elles sont semi-enterrées et s’ouvrent largement sur l'environnement par leurs parois épurées et entièrement vitrées. En contrebas de ces architectures, est aménagée la zone de transit. Le dénivelé naturel du terrain permet de masquer les camions de chargement et déchargement depuis l’entrée. À l’est des cuveries, se succèdent trois édifices accueillant trois ateliers et des locaux techniques. Ces trois architectures sont reliées entre elles grâce à une galerie vitrée. Celle-ci se prolonge jusqu’à la plus petite cuverie. Au centre du site, se place une longue bande étroite contenant l'accueil des visiteurs et le laboratoire de recherches. C’est en dessous de cette construction que se trouvent les caves de champagne. L’espace est entièrement automatisé à l’aide de robots autonomes. 
Le style et la structure de chacune de ces architectures reste la même : une structure poteaux-poutres. Les poteaux en béton armé sont espacés de 15 mètres les uns des autres. Par dessus, repose une charpente métallique à caisson. Une trame de 1,50 mètres régule l'entièreté de la construction, passant des menuiseries jusqu'à l'éclairage. La cuverie d’origine mesure 50 mètres de large pour 120 mètres de long avec une hauteur sous poutre de 11 mètres. L’édifice est semi-enterré et seule une bande de 4,50 mètres de vitrage en ressort. Dans le bâtiment d'accueil Giovanni Pace à également déployé un grand escalier en béton armé comprenant plusieurs volées et rampes proposant des vues variées de l'édifice. 
Les constructions de l’architecte sont inspirées de la Neue Nationalgalerie à Berlin, de l’architecte Ludwig Mies van der Rohe ; autant sur la structure que sur l’esthétisme moderne et minimaliste. Les vastes nefs vitrées des cuveries sont sans structure intermédiaire et les plafonds en caissons font échos à l’architecte allemand. 
Les bâtiments du site de Mont-Aigu répondent aux priorités de sécurité, d’esthétique et d’efficacité industrielle, définies par la maîtrise d’ouvrage. L’architecte a porté un soin extrême aux détails comme les éléments de mobilier ou les câbles techniques, pour offrir une œuvre à la fois discrète et luxueuse, avec un environnement de travail lumineux et ouvert sur les vignes pour les employés.